# Arbejdsløshedskasse
En arbejdsløshedskasse eller a-kasse er en organisation, der tilbyder forsikring mod arbejdsløshed samt administrerer offentlige love og regler på området. De fleste arbejdsløshedskasser er tilknyttet en eller flere tilsvarende fagforening(er).

## Ydelser og tilbud
A-kasser skal tilbyde en række ydelser og udføre en række lovbestemte opgaver, bl.a.:
- udbetaling af dagpenge, feriedagpenge, orlovsydelse til børnepasning og efterløn
- vejledningssamtaler
- indberetning til jobcentrene
- styrkelse af indsatsen for at bringe ledige i job

Mange a-kasser tilbyder desuden rådgivning, kurser m.m.

## Finansiering
Dagpenge finansieres delvist af medlemmerne gennem kontingentet og delvist via staten. Indtil 2008 var lønmodtagernes indbetaling til Arbejdsmarkedsfonden en del af finansieringen, men efter 2008 indgår statens udgifter til dagpengesystemet i det generelle statsbudget. Derudover er der en mindre del af dagpengene arbejdsgiverfinansieret - de såkaldte G-dage.
Da antallet af forsikrede har været relativt konstant i en årrække, er medlemmernes finansiering det også. Statens bidrag afhænger derimod af konjunkturerne. Under højkonjunturen i årene umiddelbart inden finanskrisen var de relativt lave dagpengeudbetalinger således fuldt medlemsfinansierede, mens staten i perioden med højere ledighed i perioden efter krisen stod for omtrent halvdelen af finansieringen.
I modsætning til forsikringsselskaber skal a-kasserne ikke tjene penge på aktiviteterne, men er organisationer hvor medlemmerne har sluttet sig sammen for at sikre sig mod arbejdsløshed.

## Krav til a-kassen
For at kunne udbetale dagpenge og andre ydelser skal a-kassen være statsanerkendt og opfylde en række krav, bl.a. til vedtægter og organisation. Pr. januar 2017 er der 23 statsanerkendte a-kasser, som er medlem af brancheorganisationen AK-Samvirke & der findes i dag 33 statsanerkendte arbejdsløshedskasser i Danmark.

## Tilsynsmyndighed
A-kassernes tilsynsmyndighed er Arbejdsmarkedsstyrelsen under Beskæftigelsesministeriet.